# Görzig

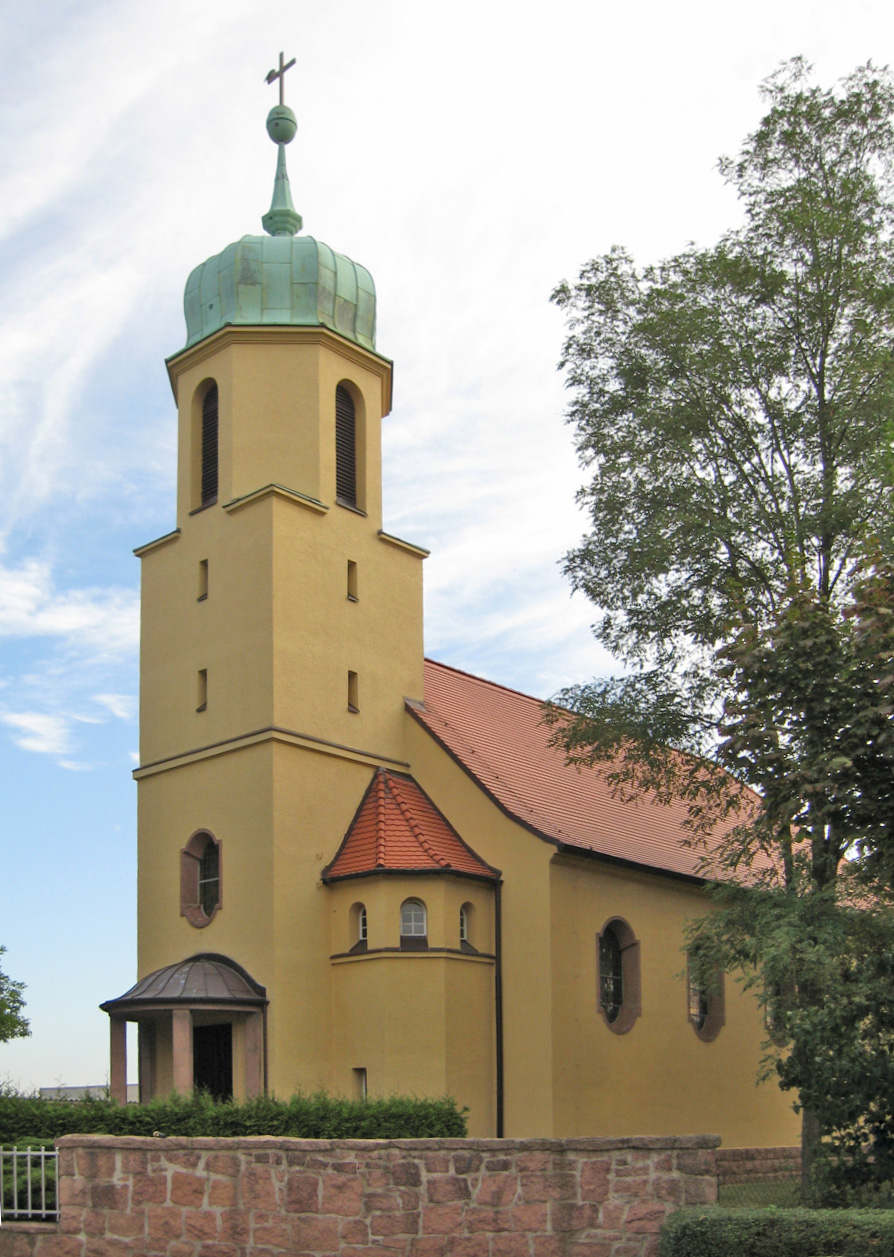

Görzig is een plaats en voormalige gemeente in de Duitse deelstaat Saksen-Anhalt, en maakt deel uit van de Landkreis Anhalt-Bitterfeld.
Görzig telt 1.260 inwoners.

## Sport en recreatie
Dwars door Görzig loopt de Europese wandelroute E11. De E11 loopt van Den Haag naar het oosten, op dit moment tot de grens Polen/Litouwen. Ter plaatse is de route niet gemarkeerd.